# Tadeusz Jackowski (grafik)
Tadeusz Jackowski (ur. 22 sierpnia 1936 w Bruges) – polski grafik, profesor Uniwersytetu Artystycznego w Poznaniu.

## Życiorys
Syn śpiewaczki Marii Modrakowskiej i dyplomaty Tadeusza Jackowskiego. Studiował na Wydziale Malarstwa i Grafiki w pracowni prof. Mieczysława Wejmana w ASP w Krakowie w latach 1955–1961. Studia kontynuował w École nationale supérieure des beaux-arts w Paryżu. Artysta zajmuje się grafiką i rysunkiem. Profesor zwyczajny poznańskiej uczelni.
W 2011 został odznaczony Srebrnym Medalem „Zasłużony Kulturze Gloria Artis”.

## Wystawy indywidualne do 2002
na podstawie materiału źródłowego
- 1963
  - Galeria Pegaz, Zakopane
  - Galerie Melisa, Lozanna (Szwajcaria)
- 1964
  - Pałac Sztuki, Kraków
- 1965
  - Towarzystwo Polsko-Austriackie, Wiedeń (Austria)
  - Międzynarodowy Festiwal Filmów Krótkometrażowych, Oberhausen (Niemcy)
- 1966
  - BWA, Poznań
  - BWA, Łódź
- 1967
  - Galeria Współczesna, Warszawa
  - Muzeum Miejskie, Holsterbo (Dania)
- 1969
  - Galeria PSP, Katowice
- 1970
  - BWA, Zielona Góra
- 1972
  - BWA, Szczecin
  - Galerie des Philosophes, Genewa (Szwajcaria)
- 1973
  - Galeria Propozycje, Opole
- 1974
  - BWA, Zakopane
  - BWA, Zielona Góra
- 1978
  - Stevens Gallery, Padwa (Włochy)
- 1980
  - BWA, Łódź
  - BWA, Poznań
  - BWA, Jelenia Góra
- 1981
  - Galeria B, Kraków
  - BWA, Białystok
  - DESA, Przemyśl
- 1982
  - Galerie Caro, Paryż (Francja)
- 1987
  - Galeria Sztuki Współczesnej, Zamość
- 1988
  - Galeria Gologórski-Roztworowski, Kraków
  - Galeria BAZART, Poznań
- 1991
  - BWA, Zakopane
- 1992
  - Galeria Plastyka, Kraków
- 1993
  - Galeria Przy Stole, Kielce
- 1994
  - Galeria Akme, Poznań
  - Galeria Farbiarnia (pokaz indywidualny z okazji Międzynarodowego Triennale Grafiki w Krakowie)
- 1995
  - Muzeum Okręgowe Legnica
- 1996
  - Muzeum Narodowe, Kraków
- 1997
  - Galeria miejska, „Arsenal”, Poznań
  - Mala Galeria, Nowy Sącz
  - Casa de Primera Imprenta de America Meksyk
- 1998
  - Instytut Polski, Rzym (Włochy)
- 1999
  - Galeria Non Fere, Bydgoszcz
- 2002
  - Galeria Pod Rejentem, Kraków